# Aline Duval
Pour les articles homonymes, voir Duval.
Scènes principales
Théâtre du Palais-Royal, théâtre des Variétés
Aline Duval, née le 14 avril 1823 à La Chapelle (aujourd'hui intégrée dans Paris) et morte le 20 juillet 1903 dans le 9e arrondissement de Paris, est une comédienne française.

## Biographie
Fille de François Duval, employé au cadastre, et Louise Félicité Dubourg, son épouse, Aline Louise Duval naît en 1823 à La Chapelle.
Son père exerce le métier de plombier. Elle débute enfant sur les planches, d’abord au théâtre Comte, puis aux Jeunes-Élèves et au théâtre du Panthéon. En 1842, elle entre au théâtre du Palais-Royal où elle demeure plus de vingt ans. Enfin en 1864, elle passe aux Variétés pour y tenir les emplois de duègne.
Très appréciée dans les rôles de travestis ou de grisettes grâce au mordant de sa voix et à son air déluré, elle est également remarquée dans les revues par son entrain et sa bonne humeur[réf. nécessaire].
Elle meurt en 1903 à Paris, en son domicilie du 14, cité Trévise. Elle est inhumée deux jours plus tard au cimetière du Père-Lachaise, dans un caveau de la 44e division.

## Théâtre

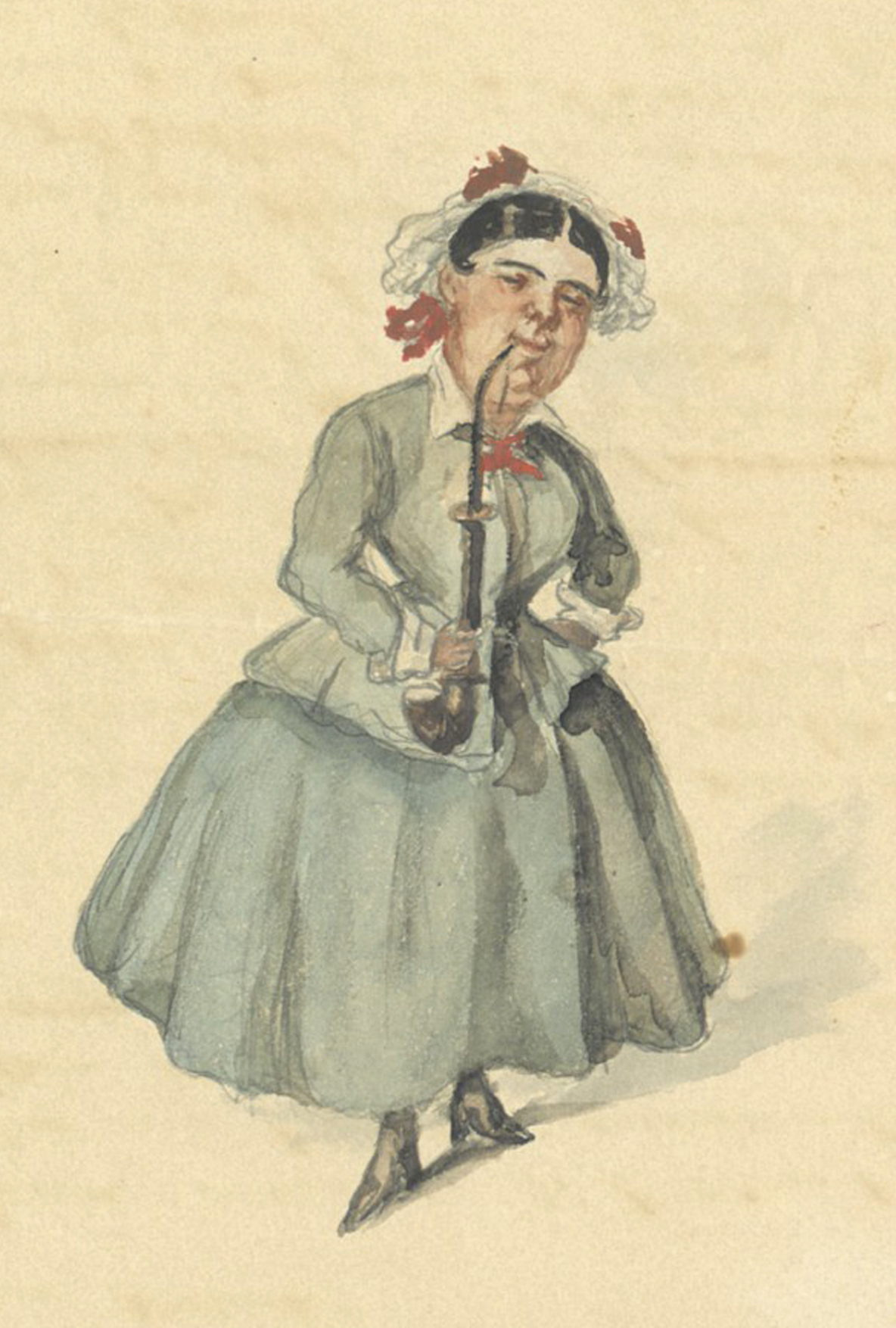
Aline Duval dans Tambour battant (1851) de Théodore Barrière et Adrien Decourcelle au théâtre du Palais-Royal.

- 1843 : Raisina dans Les Hures-Graves de Dumanoir, Clairville et Paul Siraudin, théâtre du Palais-Royal
- 1844 : Amélie dans Le Major Cravachon de Eugène Labiche, Auguste Lefranc et Paul Jessé, théâtre du Palais-Royal
- 1845 : Camille dans Le Roi des Frontins d'Eugène Labiche et Auguste Lefranc, théâtre du Palais-Royal
- 1846 : Floretta dans L'Inventeur de la poudre d'Eugène Labiche, Auguste Lefranc et Eugène Nyon, théâtre du Palais-Royal
- 1850 : Couverture dans Traversin et Couverture d'Eugène Labiche, théâtre du Palais-Royal
- 1851 : Linotte dans En manches de chemise d'Eugène Labiche, Auguste Lefranc et Eugène Nyon, théâtre du Palais-Royal
- 1851 : Rose Briquette dans Tambour battant d'Adrien Decourcelle, Théodore Barrière et Eugène Moreau, théâtre du Palais-Royal
- 1851 : Fidéline dans La Femme qui perd ses jarretières d'Eugène Labiche, théâtre du Palais-Royal
- 1851 : Linotte dans En manches de chemise d'Eugène Labiche, Auguste Lefranc et Eugène Nyon, théâtre du Palais-Royal
- 1852 : Florestine dans Edgard et sa bonne d'Eugène Labiche et Marc-Michel , théâtre du Palais-Royal
- 1852 : Rosita dans La Femme aux œufs d'or de Dumanoir et Clairville, théâtre du Palais-Royal
- 1853 : Gimblette dans Les Folies dramatiques de Dumanoir et Clairville, théâtre du Palais-Royal
- 1854 : la marquise de l'Espalier dans Une soubrette de qualité d'Adrien Decourcelle et Émile de Najac, théâtre du Palais-Royal
- 1855 : Théréson Marcasse dans La Perle de la Canebière d'Eugène Labiche et Marc-Michel, théâtre du Palais-Royal
- 1856 : Alexandra dans Si jamais je te pince !... d'Eugène Labiche et Marc-Michel, théâtre du Palais-Royal
- 1857 : La Catharina dans La Dame aux jambes d'azur d'Eugène Labiche et Marc-Michel, théâtre du Palais-Royal
- 1858 : Olympia dans Le Clou aux maris d'Eugène Labiche et Eugène Moreau, théâtre du Palais-Royal
- 1858 : Joséphine dans Le Calife de la rue Saint-Bon d'Eugène Labiche et Marc-Michel, théâtre du Palais-Royal
- 1866 : la reine Clémentine dans Barbe-Bleue de Jacques Offenbach, Henri Meilhac et Ludovic Halévy, théâtre des Variétés
- 1875 : Mme Gredane dans Les Trente Millions de Gladiator d'Eugène Labiche et Philippe Gille, théâtre des Variétés
- 1876 : la princesse Rhomboïde dans Le roi dort d'Eugène Labiche et Alfred Delacour, théâtre des Variétés
- 1877 : Mme Van Tricasse dans Le Docteur Ox de Jacques Offenbach, Arnold Mortier et Philippe Gille, théâtre des Variétés
- 1881 : Mme Josserand dans Pot-Bouille d'Émile Zola, théâtre de l’Ambigu